# Flora Parker DeHaven
Flora Parker DeHaven (Perth Amboy, 1º settembre 1883 – Los Angeles, 9 settembre 1950) è stata un'attrice statunitense.

## Vita privata
Sposata con l'attore, regista e e sceneggiatore Carter DeHaven dal 1905 al 1928, era la madre dell'attrice Gloria DeHaven.

## Filmografia parziale
- The College Orphan, regia di William C. Dowlan (1915)
- The Seekers, regia di Otis Turner (1916)
- Perils of the Parlor, regia di Wallace Beery (1918)
- In a Pinch, regia di William A. Seiter (1919)
- Their Day of Rest, regia di William A. Seiter (1919)
- After the Bawl, regia di William A. Seiter (1919)
- Close to Nature, regia di William A. Seiter (1919)
- Honeymooning, regia di William A. Seiter (1919)
- Why Divorce?, regia di William A. Seiter (1919)
- The Little Dears, regia di William A. Seiter (1920)
- Excess Baggage, regia di Harry Edwards (1920)
- Hoodooed, regia di Charles Parrott (1920)
- A Model Husband, regia di Charles Parrott (1920)
- Twin Beds, regia di Lloyd Ingraham (1920)
- The Girl in the Taxi, regia di Lloyd Ingraham (1921)
- Twin Husbands, regia di Mal St. Clair (1922)
- Christmas, regia di Malcolm St. Clair (1923)
- Rice and Old Shoes, regia di Carter DeHaven e Malcolm St. Clair (1923)
- The Panic's On, regia di Carter DeHaven (1923)